# Donald McKay
Donald McKay (Jordan Falls (Nueva Escocia), 4 de septiembre de 1810 - Hamilton (Massachusetts), 20 de septiembre de 1880 ) fue un constructor naval estadounidense de origen canadiense. Algunos de sus clípers fueron famosos por sus características y prestaciones, y pasaron con honores en la historia de la navegación mercante. 

## Vida profesional
Nacido en Jordan Falls, Nueva Escocia (Canadá), a los dieciséis años emigró a Nueva York. Allí trabajó en las astilleros de Brown & Bell y de Isaac Webb. En 1841, con 31 años fundó sus propias astilleros en Newburyport. En 1845 se trasladó definitivamente a Boston. En esta ciudad se convertiría uno de los constructores navales cualitativamente más importantes de todos los tiempos.

## Clípers construidos
Una lista completa de todos los barcos diseñados y / o construidos por Donald McKay es difícil presentar. Hay algún experto que ofrece una lista relativamente completa. La tabla siguiente indica algunos de los veleros más importantes. 
| Año  | Nombre del barco      | Capacidad (toneles OM) | Notas                                        |
| ---- | --------------------- | ---------------------- | -------------------------------------------- |
| 1842 | Courier               | 380                    |                                              |
| 1849 | Helicon               | 400                    |                                              |
| 1849 | Reindeer              | 800                    |                                              |
| 1850 | Moses Wheeler         | 900                    |                                              |
| 1850 | Stag Hound            | 1534                   | El primer clíper veritable que va construir. |
| 1851 | Flying Cloud          | 1782                   | [ 4 ]                                        |
| 1851 | Staffordshire         | 1817                   |                                              |
| 1851 | North America         | 1464                   |                                              |
| 1851 | Flying Fish           | 1505                   |                                              |
| 1852 | Sovereign of the Seas | 2421                   | El clíper més veloç.                         |
| 1852 | Westward Ho!,         | 1650                   |                                              |
| 1852 | Bald Eagle            | 1704                   |                                              |
| 1853 | Empress of the Seas   | 2200                   |                                              |
| 1853 | Star of Empire        | 2050                   |                                              |
| 1853 | Chariot of Fame       | 2050                   |                                              |
| 1853 | Great Republic        | 4555                   | Bricbarca de cuatro palos.                   |
| 1853 | Romance of the Sea    | 1782                   |                                              |
| 1854 | Lightning             | 2083                   | [ 7 ]                                        |
| 1854 | Champion of the Seas  | 2447                   | [ 8 ]                                        |
| 1854 | James Baines          | 2525                   | [ 9 ]                                        |
| 1854 | Blanche Moore         | 1787                   |                                              |
| 1854 | Santa Claus           | 1256                   |                                              |
| 1854 | Commodore Perry       | 1964                   |                                              |
| 1854 | Japan                 | 1964                   |                                              |
| 1855 | Donald McKay          | 2594                   | [ 10 ]                                       |
| 1855 | Zephyr                | 1184                   |                                              |
| 1855 | Defender              | 1413                   |                                              |
| 1856 | Henry Hill            | 568                    | bricbarca normal                             |
| 1856 | Mastiff               | 1030                   |                                              |
| 1856 | Minnehaha             | 1695                   |                                              |
| 1856 | Amos Lawrence         | 1396                   |                                              |
| 1856 | Abbott Lawrence       | 1487                   |                                              |
| 1856 | Baltic                | 1372                   |                                              |
| 1856 | Adriatic              | 1327                   |                                              |
| 1858 | Alhambra              | 1097                   |                                              |
| 1867 | Helen Morris          | 1285                   |                                              |
| 1869 | Glory of the Seas     | 2102                   | [ 11 ] [ 12 ]                                |

## Particularidades de diseño

### Antecedentes
Inspirados en los clípers corsarios hay unos cuantos barcos que se disputan el honor de ser el primer clíper construido para viajes de larga duración: 
- Falcon (175 toneladas, Cowes, 1815)
- Falcon (351 toneladas, Cowes, 1824)[13]
- Red Rover (328 toneladas, 1830, Calcuta)
- Ann McKim (494 toneladas, Baltimore, 1833)[14][15][16]
- Scottish Maid (150 toneladas OM, 1839, Aberdeen)
- Rainbow (757 toneladas OM, Nueva York, 1845)
- Sea Witch (908 toneladas, Nueva York 1846)[17]

Los clípers Rainbow y Sea Witch fueron diseñados por el ingeniero naval John Willis Griffiths, que preconizaba unas formas del buque completamente diferentes de las tradicionales. Con la sección maestra desplazada hacia popa y la obra viva a proa de formas cóncavas. Aquellos diseños revolucionarios demostraron ser eficaces y fueron la inspiración de todos los clípers posteriores. Sus clípers estaban basados en la teoría y los cálculos, y sus obras demuestran sus conocimientos en la materia, sin olvidar los aspectos históricos y las normativas legales de muchos países.

### Diseños de Donald McKay
Simplificando mucho, los diseños de los clippers de Donald McKay seguían las ideas de John Willis Griffiths. Las formas de la obra viva a proa cóncavas y finas, una buena salida a popa y una sección maestra más ancha (situada hacia el medio del barco o más a popa). La diferencia más notable se manifestaba en una sección maestra más plana en el fondo del buque, con respecto a los diseños de McKay. 

La admiración de Donald McKay por Griffiths la demostró en un documento que firmó en 1859, en un homenaje a aquel arquitecto naval: "En este homenaje, me complace afirmar que creo que todo el mundo de la navegación comercial sabe que os sueldo un maestro de su profesión, no inferior a ningún otro. Un constructor naval científico y práctico, y un ciudadano ilustre ". 

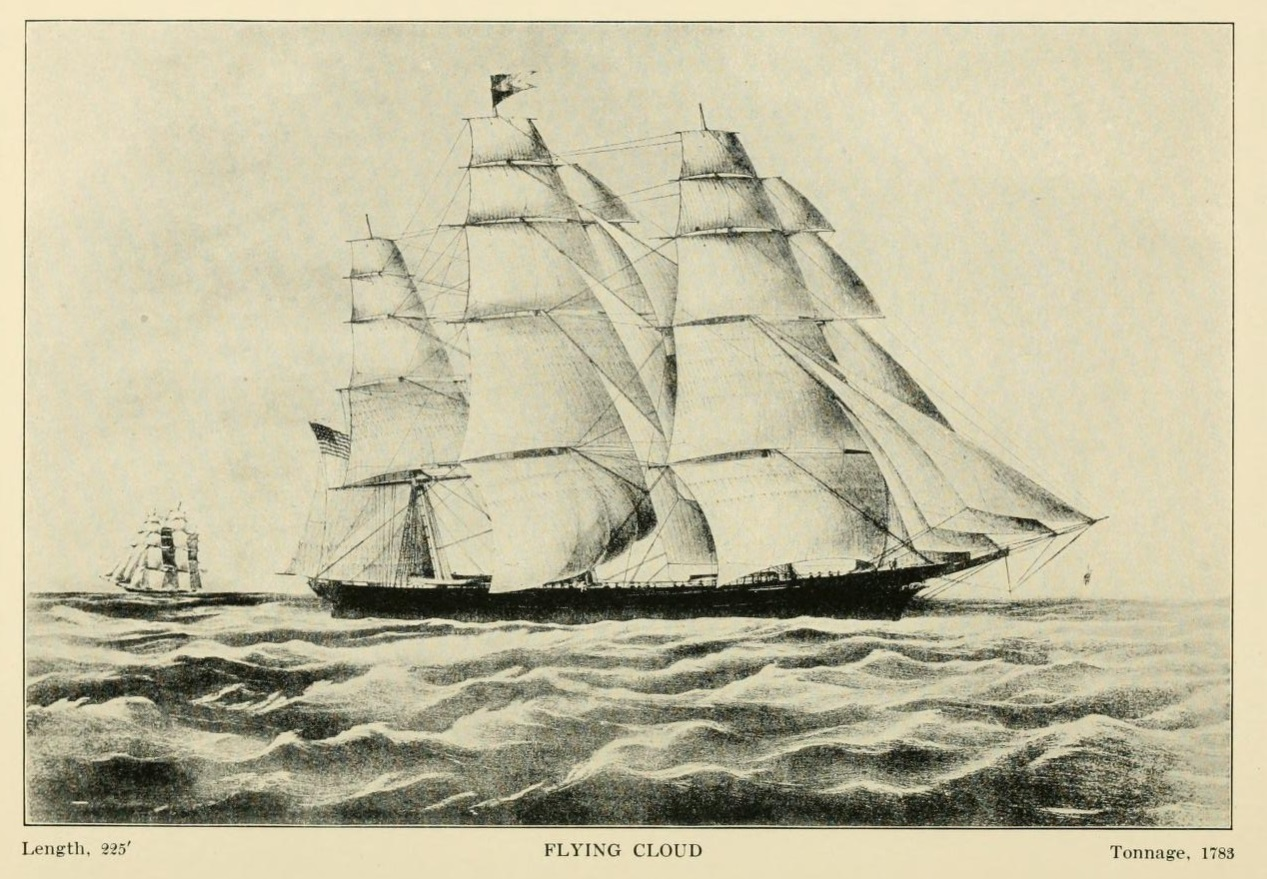
Flying Cloud
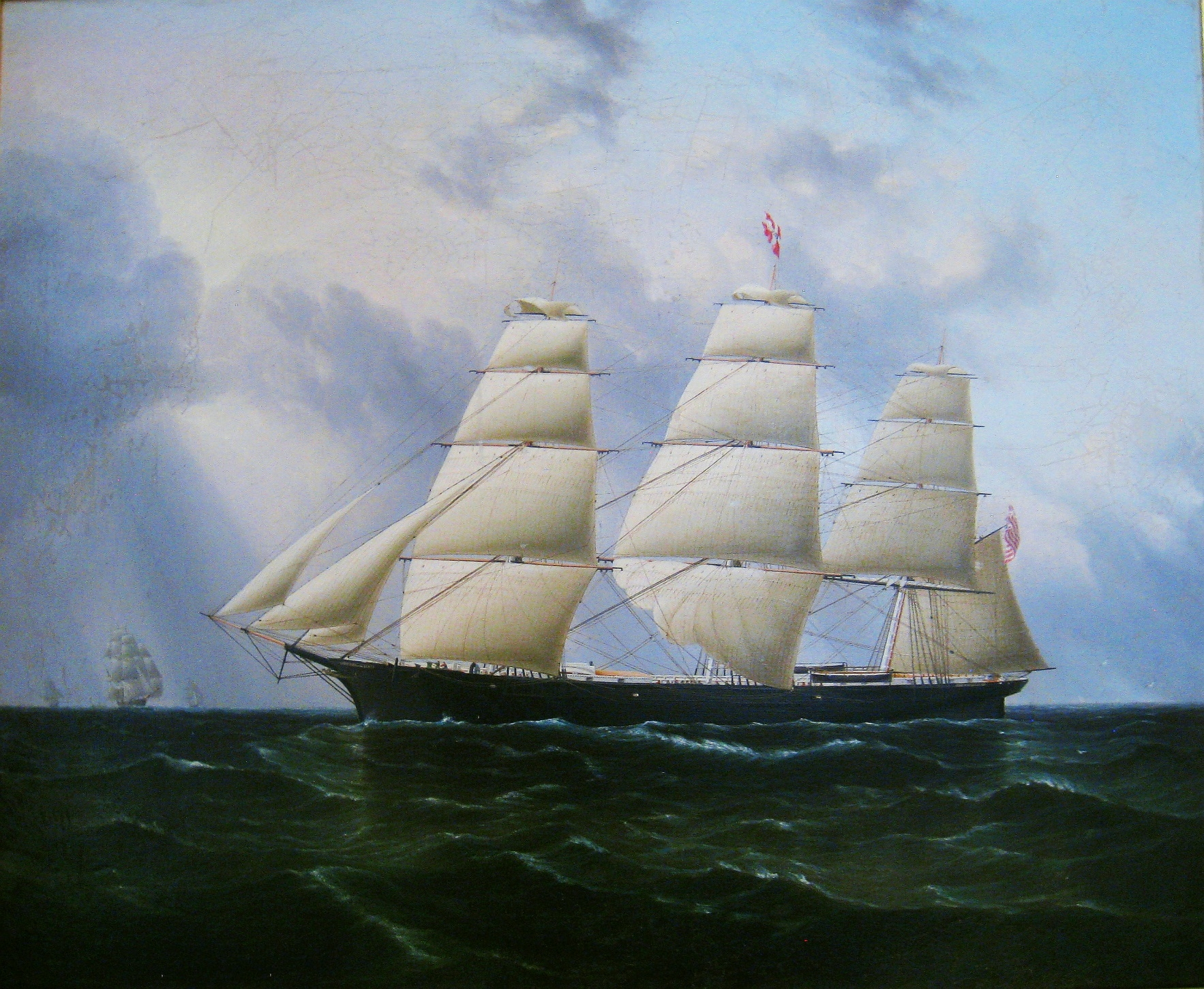
Sovereign of the Seas
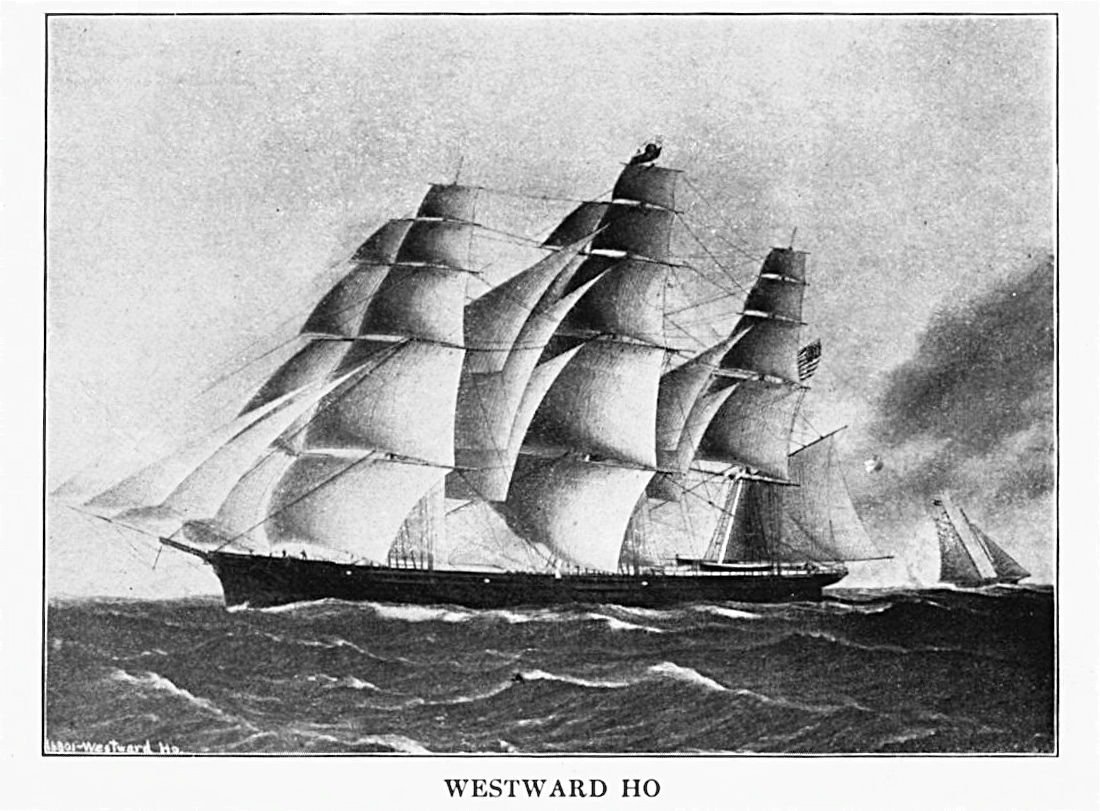
Westward Ho

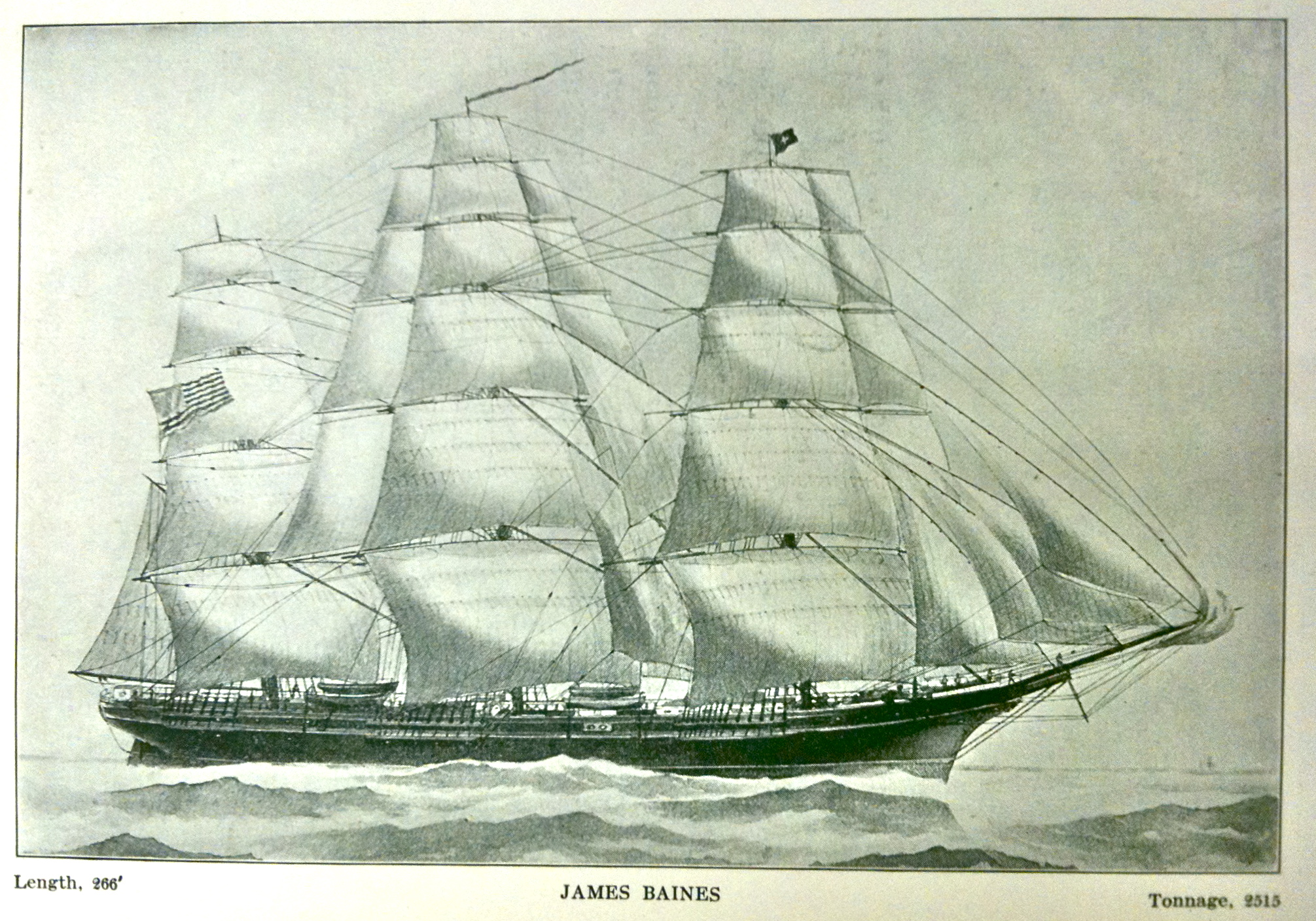
James Baines
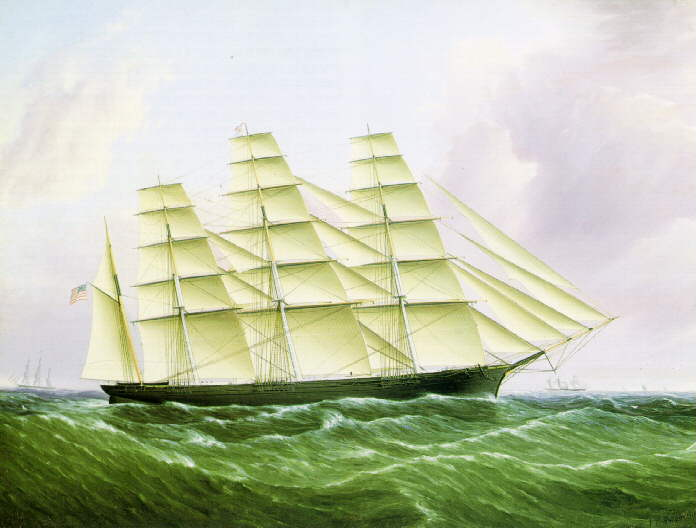
Great Republic
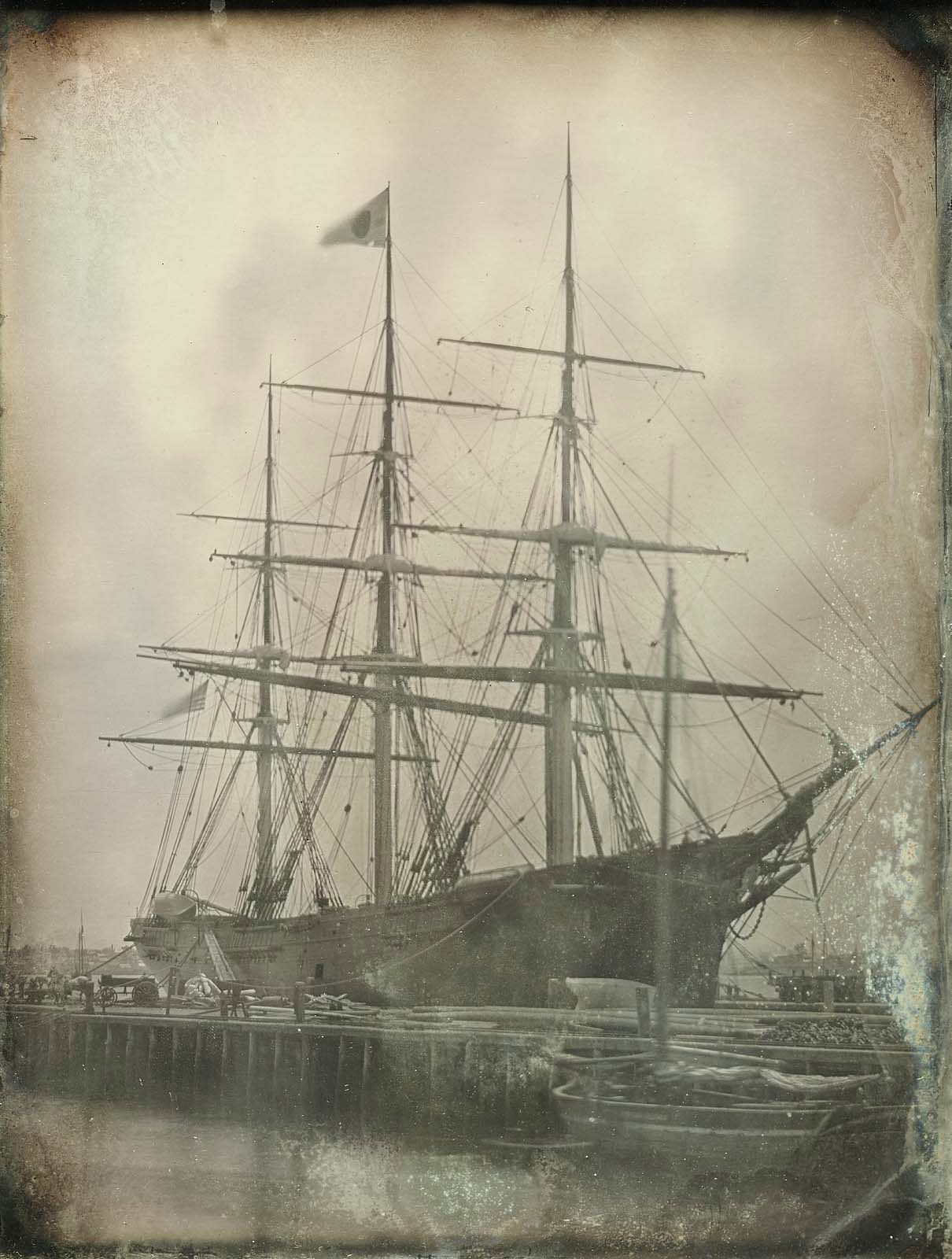
Champion of the Seas c1854

## Récords
- El clíper Lightning estableció varios récords: 
  - 436 millas náuticas navegadas en 24 horas.[7]
  - 64 días desde Melbourne, Australia, hasta Liverpool, Inglaterra.[7]
- El clíper aparejado de fragata Sovereign of the Seas declaró una velocidad de 22 nudos, en 1854.[20]
- El James Baines grabó, con la corredora, una velocidad de 21 nudos (18 de junio de 1856).[7]
- El Flying Cloud hizo dos trayectos de 89 días desde Nueva York hasta San Francisco[21]